# Heavenly Action
Singles de Erasure
Who Needs Love like That
(1985) Oh l'amour
(1986)
Clip vidéo
[vidéo] « Heavenly Action », sur YouTube
Heavenly Action est une chanson du duo britannique Erasure sortie (au Royaume-Uni) en tant que leur deuxième single le 11 novembre 1985.
Le single débute à la 100e place du classement des ventes de singles britannique dans la semaine du 24 au 30 novembre 1985, ce qui reste sa meilleure position.
La chanson sera incluse dans le premier album d'Erasure, Wonderland, sorti au Royaume-Uni le 2 juin de l'année suivante (1986).